# Легостаев, Анатолий Семёнович
Анатолий Семёнович Легостаев (род. 23 августа 1940, Ростов-на-Дону) — российский живописец, заслуженный художник РСФСР, идейный вдохновитель ростовской арт-группы «Зелёный остров».

## Биография
Родился 23 августа 1940 года в Ростове-на-Дону. Брал частные уроки рисования и живописи у В. Я. Григорьевой. Окончил Ростовское художественное училище им. М. Б. Грекова.

## Работы находятся в собраниях
- Ростовский областной музей изобразительных искусств, Ростов-на-Дону.

## Персональные выставки
- 2010 — «Полифония контрастов». Ростовский областной музей изобразительных искусств, Ростов-на-Дону.[3]
- 2009 — «Гармония контрастов» (совм. с В. Олейником). Сочинский художественный музей, Сочи.[4]
- 2000 — «Трансформации». Ростовский областной музей изобразительных искусств, Ростов-на-Дону.